# Сан Минијато (Болоња)
Сан Минијато (итал. San Miniato) је насеље у Италији у округу Болоња, региону Емилија-Ромања.
Према процени из 2011. у насељу је живело 37 становника. Насеље се налази на надморској висини од 241 м.